# ナンバースクール (東京都)
東京都立ナンバースクールは、東京都立高等学校の中で、東京府（現：東京都）による設立（移設）順を示す“ナンバー”を校名に冠した旧制中学校・旧制高等女学校を前身校に持つ46高校の総称（とその一覧）。

## 概要
いずれも第二次世界大戦前からの伝統校であり、特に明治期設立の「第一」から「第四」までの4府立中（と3高女）を筆頭に、大正期に増設の「第十」辺りまで（を前身に持つ都立高）は、府民（都民）から旧制高等学校におけるナンバースクールのような存在、いわゆる「都立ナンバースクール」として認識されている（府立中から旧制高校を経て各帝国大学へ進む者が多かったため）。また、後身の都立高の多くが、学校群制度導入前の1950年代から1960年代にかけ東京大学などに多くの卒業生を送り出した進学校で、その数は私立高校よりも多かった（「東京都立高等学校#歴史」参照）。
下記の表は、設立（移設）年と、文部省告示の際などの学校名。等号記号の後ろは、現在の学校名と、現住所（現在では廃校となったものを含む）。名称の変遷などについては該当校のページを、「ナンバースクール」の定義の概要・詳細についてはナンバースクール (旧制中等教育学校・新制高校)のページを、また、都立以外の旧制中等教育学校のナンバースクールについては旧制中等教育学校・新制高校のナンバースクール一覧のページを、それぞれ参照のこと。なお、参考として東京市設立の7校も掲載した。そのほか、戦後設立の都立高については「東京都高等学校一覧#公立高等学校・公立中等教育学校後期課程」を参照のこと。

## 府立

### 旧制中学校
| 創立 | 創立               | 校名                   | 後継校                                                                        |
| ---- | ------------------ | ---------------------- | ----------------------------------------------------------------------------- |
| 明治 | 1887年（明治20年） | 東京府立第一中学校     | 東京都立日比谷高等学校（東京都千代田区）                                      |
| 明治 | 1894年（明治27年） | 東京府立第四中学校     | 東京都立戸山高等学校（東京都新宿区）                                          |
| 明治 | 1901年（明治34年） | 東京府立第三中学校     | 東京都立両国高等学校（東京都墨田区）                                          |
| 明治 | 1901年（明治34年） | 東京府立第二中学校     | 東京都立立川高等学校（東京都立川市）                                          |
| 大正 | 1918年（大正7年）  | 東京府立第五中学校     | 東京都立小石川中等教育学校（東京都文京区）                                    |
| 大正 | 1921年             | 東京府立第六中学校     | 東京都立新宿高等学校（東京都新宿区）                                          |
| 大正 | 1921年             | 東京府立第七中学校     | 東京都立墨田川高等学校（東京都墨田区）                                        |
| 大正 | 1922年             | 東京府立第八中学校     | 東京都立小山台高等学校（東京都品川区）                                        |
| 昭和 | 1928年（昭和3年）  | 東京府立第九中学校     | 東京都立北園高等学校（東京都板橋区）                                          |
| 昭和 | 1937年             | 東京府立第十中学校     | 東京都立西高等学校（東京都杉並区）                                            |
| 昭和 | 1938年             | 東京府立第十一中学校   | 東京都立江北高等学校（東京都足立区）                                          |
| 昭和 | 1939年             | 東京府立第十二中学校   | （東京都立千歳高等学校→） 東京都立芦花高等学校（東京都世田谷区）              |
| 昭和 | 1940年             | 東京府立第十三中学校   | 東京都立豊多摩高等学校（東京都杉並区）                                        |
| 昭和 | 1940年             | 東京府立第十四中学校   | 東京都立石神井高等学校（東京都練馬区）                                        |
| 昭和 | 1940年             | 東京府立第十五中学校   | 東京都立青山高等学校（東京都渋谷区）                                          |
| 昭和 | 1940年             | 東京府立第十六中学校   | 東京都立江戸川高等学校（東京都江戸川区）                                      |
| 昭和 | 1940年             | 東京府立第十七中学校   | 東京都立日本橋高等学校（東京都墨田区） 東京都立葛飾野高等学校（東京都葛飾区） |
| 昭和 | 1940年             | 東京府立第十八中学校   | （1946年、十中に統合）                                                        |
| 昭和 | 1940年             | 東京府立第十九中学校   | 東京都立国立高等学校（東京都国立市）                                          |
| 昭和 | 1941年             | 東京府立第二十中学校   | 東京都立大泉高等学校（東京都練馬区）                                          |
| 昭和 | 1941年             | 東京府立第二十一中学校 | 東京都立武蔵丘高等学校（東京都中野区）                                        |
| 昭和 | 1942年             | 東京府立第二十二中学校 | （東京都立城南高等学校→） 東京都立六本木高等学校（東京都港区）                |
| 昭和 | 1943年             | 東京府立第二十三中学校 | 東京都立大森高等学校（東京都大田区）                                          |
| 昭和 | 設置計画のみ       | 東京府立第二十四中学校 | （1946年、九中に統合）                                                        |

### 高等女学校

#### 明治時代
- 1901年（明治34年） - 東京府第一高等女学校 = 東京都立白鷗高等学校（東京都台東区）
- 1902年（明治35年） - 東京府第二高等女学校 = 東京都立竹早高等学校（東京都文京区）
- 1905年（明治38年） - 東京府立第三高等女学校 = 東京都立駒場高等学校（東京都目黒区）
- 1908年（明治41年） - 東京府立第四高等女学校 = 東京都立南多摩中等教育学校（東京都八王子市）

#### 大正時代
- 1919年（大正8年）- 東京府立第五高等女学校 = 東京都立富士高等学校（東京都中野区）
- 1923年
  - 東京府立第六高等女学校 = 東京都立三田高等学校（東京都港区）
  - 東京府立小松川高等女学校（後に東京府立第七高等女学校）= 東京都立小松川高等学校（東京都江戸川区）
  - 東京府立品川高等女学校（後に東京府立第八高等女学校）= 東京都立八潮高等学校（東京都品川区）

#### 昭和時代
- 1933年（昭和8年）- 東京府立第九高等女学校 = 東京都立多摩高等学校（東京都青梅市）
- 1936年 - 東京府立第十高等女学校 = 東京都立豊島高等学校（東京都豊島区）
- 1938年 - 東京府立第十一高等女学校 = 東京都立桜町高等学校（東京都世田谷区）
- 1939年 - 東京府立第十二高等女学校 = 東京都立北野高等学校（東京都板橋区）= 2007年（平成19年）3月末に廃校、後継は板橋有徳高校）
- 1940年
  - 東京府立第十三高等女学校 = 東京都立武蔵高等学校（東京都武蔵野市）
  - 東京府立第十四高等女学校 = 東京都立城北高等学校（東京都北区）= 2003年3月末に廃校。後継は桐ケ丘高校）
  - 東京府立第十五高等女学校 = 東京都立神代高等学校（東京都調布市）
  - 東京府立第十六高等女学校 = 東京都立南葛飾高等学校（東京都葛飾区）
  - 東京府立第十七高等女学校（1943年、第八高女に統合）
- 1941年 - 東京府立第十八高等女学校 = 東京都立井草高等学校（東京都練馬区）
- 1942年
  - 東京府立第十九高等女学校 = 東京都立千歳丘高等学校（東京都世田谷区）
  - 東京府立第二十高等女学校 = 東京都立赤城台高等学校（東京都新宿区＝1991年3月末に廃校。跡地に新宿山吹高校）
  - 東京府立第二十一高等女学校（1946年、第一高女に統合）
  - 東京府立第二十二高等女学校（1946年、第十高女に統合）

## 市立

### 中学校
| 創立 | 創立               | 校名               | 後継校                                               |
| ---- | ------------------ | ------------------ | ---------------------------------------------------- |
| 大正 | 1924年（大正13年） | 第一東京市立中学校 | （東京都立九段高等学校→） 千代田区立九段中等教育学校 |
| 大正 | 1924年（大正13年） | 第二東京市立中学校 | 東京都立上野高等学校（台東区）                       |
| 昭和 | 1940年（昭和15年） | 第三東京市立中学校 | 東京都立文京高等学校                                 |

### 高等女学校
| 創立 | 創立   | 校名                                   | 後継                 |
| ---- | ------ | -------------------------------------- | -------------------- |
| 大正 | 1924年 | 第一東京市立高等女学校                 | 東京都立深川高等学校 |
| 昭和 | 1929年 | 東京市立忍岡高等女学校（第二市立高女） | 東京都立忍岡高等学校 |
| 昭和 | 1932年 | 東京市立目黒高等女学校（第三市立高女） | 東京都立目黒高等学校 |
| 昭和 | 1935年 | 第四東京市立高等女学校                 | 東京都立竹台高等学校 |

## 名称の変遷
以下は、略称で表記する。正式名称は、各校のページを参照のこと。

### 旧制中学校
- 東京府第一中 ⇒ 東京府中 ⇒ 東京府尋常中 ⇒ 東京府中 ⇒ 東京府第一中 ⇒ 東京府立第一中 ⇒ 東京都立第一中 ⇒ 東京都立第一新制高 ⇒ 東京都立日比谷高等学校
- 東京府第二中 ⇒ 東京府立第二中 ⇒ 東京都立第二中 ⇒ 東京都立第二新制高 ⇒ 東京都立立川高等学校
- 東京府第一中分校 ⇒ 東京府第三中 ⇒ 東京府立第三中 ⇒ 東京都立第三中 ⇒ 東京都立第三新制高 ⇒ 東京都立両国高等学校
- 私立補充中 ⇒ 私立共立中 ⇒ 東京府城北尋常中 ⇒ 東京府立第四中 ⇒ 東京都立第四中 ⇒ 東京都立第四新制高 ⇒ 東京都立戸山高等学校
- 東京府立第五中 ⇒ 東京都立第五中 ⇒ 東京都立第五新制高 ⇒ 東京都立小石川高等学校 ⇒（改編）東京都立小石川中等教育学校
- 東京府立第六中 ⇒ 東京都立第六中 ⇒ 東京都立第六新制高 ⇒ 東京都立新宿高等学校
- 東京府立第七中 ⇒ 東京都立第七中 ⇒ 東京都立第七新制高 ⇒ 東京都立墨田川高等学校
- 東京府立第八中 ⇒ 東京都立第八中 ⇒ 東京都立第八新制高 ⇒ 東京都立小山台高等学校
- 東京府立第九中 ⇒ 東京都立第九中 ⇒（都立第二十四中を統合）東京都立第九中 ⇒ 東京都立第九新制高 ⇒ 東京都立北園高等学校
- 東京府立第十中 ⇒ 東京都立第十中 ⇒（都立玉泉中を統合）東京都立第十中 ⇒ 東京都立第十新制高 ⇒ 東京都立西高等学校
- 東京府立第十一中 ⇒ 東京府立江北中 ⇒ 東京都立江北中 ⇒ 東京都立第十一新制高 ⇒ 東京都立江北高等学校
- 東京府立第十二中 ⇒ 東京府立千歳中 ⇒ 東京都立千歳中 ⇒ 東京都立第十二新制高 ⇒ 東京都立千歳高等学校 ⇒（明正高と統合・改編）東京都立芦花高等学校
- 東京府立第十三中 ⇒ 東京府立豊多摩中 ⇒ 東京都立豊多摩中 ⇒ 東京都立第十三新制高 ⇒ 東京都立豊多摩高等学校
- 東京府立第十四中 ⇒ 東京府立石神井中 ⇒ 東京都立石神井中 ⇒ 東京都立石神井新制高 ⇒ 東京都立石神井高等学校
- 東京府立第十五中 ⇒ 東京都立第十五中 ⇒（都立多摩中を統合）東京都立青山中 ⇒ 東京都立青山新制高 ⇒ 東京都立青山高等学校
- 東京府立第十六中 ⇒ 東京府立江戸川中 ⇒ 東京都立江戸川中 ⇒ 東京都立江戸川新制高 ⇒ 東京都立江戸川高等学校
- 東京府立第十七中 ⇒ 東京府立葛飾中 ⇒ 東京都立葛飾中 ⇒（移転）東京都立日本橋中 ⇒ 東京都立日本橋新制高 ⇒ 東京都立日本橋高等学校・東京都立葛飾野高等学校に分離
- 東京府立第十八中 ⇒ 東京府立玉泉中 ⇒ 東京都立玉泉中 ⇒ 東京都立第十中へ統合
- 東京府立第十九中 ⇒ 東京府立国立中 ⇒ 東京都立国立中 ⇒ 東京都立国立新制高 ⇒ 東京都立国立高等学校
- 東京府立第二十中 ⇒ 東京府立大泉中 ⇒ 東京都立大泉中 ⇒ 東京都立大泉新制高 ⇒ 東京都立大泉高等学校
- 東京府立第二十一中 ⇒ 東京府立武蔵丘中 ⇒ 東京都立武蔵丘中 ⇒ 東京都立武蔵丘新制高 ⇒ 東京都立武蔵丘高等学校
- 東京府立第二十二中 ⇒ 東京府立城南中 ⇒ 東京都立城南中 ⇒ 東京都立城南新制高 ⇒ 東京都立城南高等学校 ⇒（近隣校定時制と統合・改編）東京都立六本木高等学校
- 東京府立第二十三中 ⇒ 東京府立大森中 ⇒ 東京都立大森中 ⇒ 東京都立大森新制高 ⇒ 東京都立大森高等学校

### 高等女学校
- 東京府高女 ⇒ 東京府第一高女 ⇒ 東京府立第一高女 ⇒ 東京都立第一高女 ⇒ 東京都立第一女子新制高 ⇒ 東京都立白鷗高等学校
- 東京府第二高女 ⇒ 東京府立第二高女 ⇒ 東京都立第二高女 ⇒ 東京都立第二女子新制高 ⇒ 東京都立竹早高等学校
- 東京府立第三高女 ⇒ 東京都立第三高女 ⇒ 東京都立第三女子新制高 ⇒ 東京都立駒場高等学校
- 東京府立第四高女 ⇒ 東京都立第四高女 ⇒ 東京都立第四女子新制高 ⇒ 東京都立南多摩高等学校 ⇒ 東京都立南多摩中等教育学校
- 東京府立第五高女 ⇒ 東京都立第五高女 ⇒ 東京都立第五女子新制高 ⇒ 東京都立富士高等学校
- 東京府立第六高女 ⇒ 東京都立第六高女 ⇒ 東京都立第六女子新制高 ⇒ 東京都立三田高等学校
- 南葛飾郡立実科高女 ⇒ 東京府立小松川高女 ⇒ 東京府立第七高女 ⇒ 東京都立第七高女 ⇒ 東京都立第七女子新制高 ⇒ 東京都立小松川高等学校
- 東京府立第八高女 ⇒ 東京都立第八高女 ⇒ 東京都立第八女子新制高 ⇒ 東京都立八潮高等学校
- 東京府立第九高女 ⇒ 東京都立九高女 ⇒ 東京都立第九女子新制高 ⇒ 東京都立多摩高等学校
- 東京府立第十高女 ⇒ 東京都立十高女 ⇒ 東京都立第十女子新制高 ⇒ 東京都立豊島高等学校
- 東京府立第十一高女 ⇒ 東京都立第十一高女 ⇒ 東京都立桜町新制高 ⇒ 東京都立桜町高等学校
- 東京府立第十二高女 ⇒ 東京都立第十二高女 ⇒ 東京都立北野新制高 ⇒ 東京都立北野高等学校 ⇒（志村高と統合・改編）東京都立板橋有徳高等学校
- 東京府立第十三高女 ⇒ 東京府立武蔵高女 ⇒ 東京都立武蔵高女 ⇒ 東京都立武蔵新制高 ⇒ 東京都立武蔵高等学校
- 東京府立第十四高女 ⇒ 東京府立城北高女 ⇒ 東京都立城北高女 ⇒ 東京都立城北新制高 ⇒ 東京都立城北高等学校 ⇒（改編）東京都立桐ケ丘高等学校
- 東京府立第十五高女 ⇒ 東京府立神代高女 ⇒ 東京都立神代高女 ⇒ 東京都立神代新制高 ⇒ 東京都立神代高等学校
- 東京府立第十六高女 ⇒ 東京府立南葛飾高女 ⇒ 東京都立南葛飾高女 ⇒ 東京都立南葛飾新制高 ⇒ 東京都立南葛飾高等学校
- 東京府立第十七高女 ⇒ 東京都立第十七高女 ⇒ 東京都立第八高女に統合
- 東京府立第十八高女 ⇒ 東京府立井草高女 ⇒ 東京都立井草高女 ⇒ 東京都立井草新制高 ⇒ 東京都立井草高等学校
- 東京府立第十九高女 ⇒ 東京府立千歳丘高女 ⇒ 東京都立千歳丘高女 ⇒ 東京都立千歳丘新制高 ⇒ 東京都立千歳丘高等学校
- 東京府立第二十高女 ⇒ 東京府立赤城台高女 ⇒ 東京都立赤城台高女 ⇒ 東京都立赤城台新制高 ⇒ 東京都立赤城台高等学校
- 東京府立第二十一高女 ⇒ 東京都立第二十一高女 ⇒（統合）東京都立第一高女
- 東京府立第二十二高女 ⇒ 東京都立第二十二高女 ⇒（統合）東京都立第十高女

### 東京市立
- 第一東京市立中 ⇒ 東京都立九段中 ⇒ 東京都立九段新制高 ⇒ 東京都立九段高等学校 ⇒（改編）千代田区立九段中等教育学校
- 第二東京市立中 ⇒ 東京都立上野中 ⇒ 東京都立上野新制高 ⇒ 東京都立上野高等学校
- 第三東京市立中 ⇒ 東京都立豊島中 ⇒ 東京都立文京新制高 ⇒ 東京都立文京高等学校
- 第一東京市立高女 ⇒ 東京都立深川高女 ⇒ 東京都立深川女子新制高 ⇒ 東京都立深川高等学校
- （私立）日本女子美術 ⇒ 日本女子技芸 ⇒ 東京市立第一女子技芸 ⇒ 東京市立第一実科高女 ⇒ 東京市立忍岡高女 ⇒ 東京都立忍岡高女学 ⇒ 東京都立忍岡新制高 ⇒ 東京都立忍岡高等学校
- 目黒村立目黒実科高女 ⇒ 目黒町立目黒実科高女 ⇒ 目黒町立目黒高女 ⇒ 東京市立目黒高女 ⇒ 東京都立目黒高女 ⇒ 東京都立目黒女子新制高 ⇒ 東京都立目黒高等学校
- 第四東京市立高女 ⇒ 東京都立竹台高女 ⇒ 東京都立竹台女子新制高 ⇒ 東京都立竹台高等学校

## 参考・関連書籍
- 『都立高校のすべてがわかる本』（山崎謙,山下出版） [要ページ番号]